# Boshond
De boshond (Speothos venaticus) is een Centraal- en Zuid-Amerikaanse hondachtige. Hun nauwste nog levende verwant is waarschijnlijk de manenwolf.

## Kenmerken
De boshond heeft een donkerbruine vacht, die langzaam overgaat in de lichter gekleurde kop en nek. De onderzijde is ook donker. Sommige dieren hebben een witte keelvlek. Boshonden hebben een lange romp, een brede kop met een korte snuit en kleine, afgeronde oren. De poten en de staart zijn kort. Ze worden 55 tot 75 centimeter lang en 20 tot 30 centimeter hoog. De staart wordt 11 tot 15 centimeter lang. Boshonden wegen 5 tot 8 kilogram.

## Taxonomie
De Deense paleontoloog en zoöloog Peter Wilhelm Lund beschreef in 1839 Speothos pacivorus, een fossiel van een hondachtige uit het Pleistoceen dat was gevonden in de Lagoa Santa Karst, in Minas Gerais, Central Brazilië. De boshond werd het eerst geldig wetenschappelijk beschreven in 1842, gebaseerd op een collectie eveneens uit Lagoa Santa, eveneens door Lund en hij noemde die Cynogale venatica. Hetzelfde jaar gaf Lund de naam Icticyon venaticus. In 1846 beschreef John Edward Gray een hondachtige uit Brazilië en gaf die de naam Cynalicus melanogaster. A. Schinz beschreef in 1848 een hondachtige uit de omgeving van Rio de Janeiro en noemde die Melictis baskii. Michael Rogers Oldfield Thomas was in 1903 de eerste die de huidige combinatie Speothos venaticus gebruikte. In 1911 meende Rodolpho von Ihering dat exemplaren uit Colonia Hansa in Brazilië voldoende afwijken om die te onderscheiden en gaf deze dieren de naam Speothos wingei. Edward Alphonso Goldman vond dat dieren uit Panama voldoende afwijken en gaf die de naam Icticyon panamensis in 1912. De boshond wordt gerekend tot de orde Roofdieren, onderorde Caniformia, familie Hondachtigen, subfamily Caninae, en is de enige niet uitgestorven soort van het geslacht Speothos. Er worden drie ondersoorten erkend:
- Speothos venaticus panamensis
- Speothos venaticus venaticus
- Speothos venaticus wingei

## Leefwijze
De boshond is meestal overdag actief en waarschijnlijk de meest sociale hondachtige van Zuid-Amerika, en de meest sociale soort van zijn grootte. Boshonden worden regelmatig waargenomen in groepen van drie tot tien dieren. Het is een stevige hondachtige met korte poten, die in groepen over de bosbodem jaagt. Alhoewel ze een groot verspreidingsgebied hebben, worden ze zelden waargenomen, en over hun gedrag in het wild is weinig bekend.

## Prooidieren
In deze groepen jagen ze voornamelijk op paca's, maar ook op andere knaagdieren, als agoeti's en ratten, negenbandgordeldier, opossums, Braziliaans konijn, vogels, tejuhagedissen en slangen. Ze kunnen echter ook dieren aan die groter zijn dan zijzelf, waaronder capibara's, nandoes en spiesherten. Ze achtervolgen hun prooi tot in het water en kunnen goed zwemmen.

## Voortplanting
Boshonden zijn waarschijnlijk monogaam. Mannetjes brengen voedsel naar zogende partners en de welpen. De wijfjes krijgen gemiddeld zo'n 4 jongen per worp (varieert tussen de één en de zes) na een draagtijd van 67 dagen.

## Verspreiding
Boshonden komen voornamelijk voor in bossen nabij riviertjes en andere wateren. Ook wagen ze zich op grasland, bijvoorbeeld pampa's en cerrado's. De boshond komt tot op 1.900 meter hoogte voor. Het verspreidingsgebied loopt van zuidelijk Midden-Amerika en het noorden van Zuid-Amerika tot aan het noordoosten van Argentinië. De noordgrens van het verspreidingsgebied is onduidelijk. Met behulp van cameravallen tijdens studies uit 2015 en 2017 is vastgesteld dat de boshond wijdverspreid is in Panama en in ieder geval voorkomt tot in het uiterste zuiden van Costa Rica. Eerder onderzoek had al aangetoond dat de soort in het verleden zeker in Costa Rica leefde, maar recente bevestigde waarnemingen ontbraken.

## Ondersoorten
Er zijn drie ondersoorten:
- Speothos venaticus panamensis (Panama)
- Speothos venaticus venaticus (Ecuador en Colombia (ten westen van de Andes), Noord-Venezuela, Suriname, Guyana, Noord- & Centraal-Brazilië en aangrenzend Peru, Bolivia, Paraguay en Argentinië)
- Speothos venaticus wingei (Zuidoost-Brazilië)

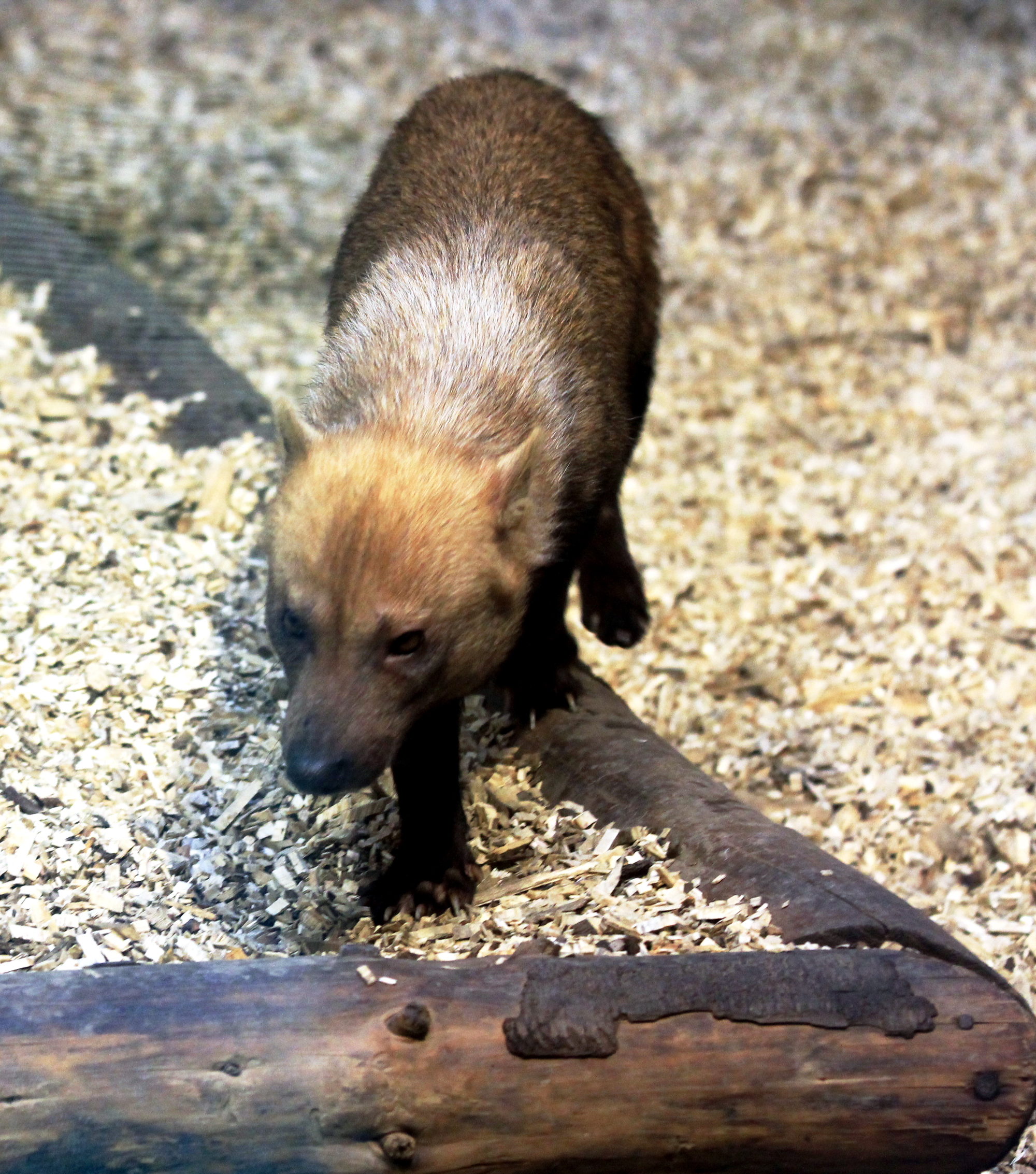
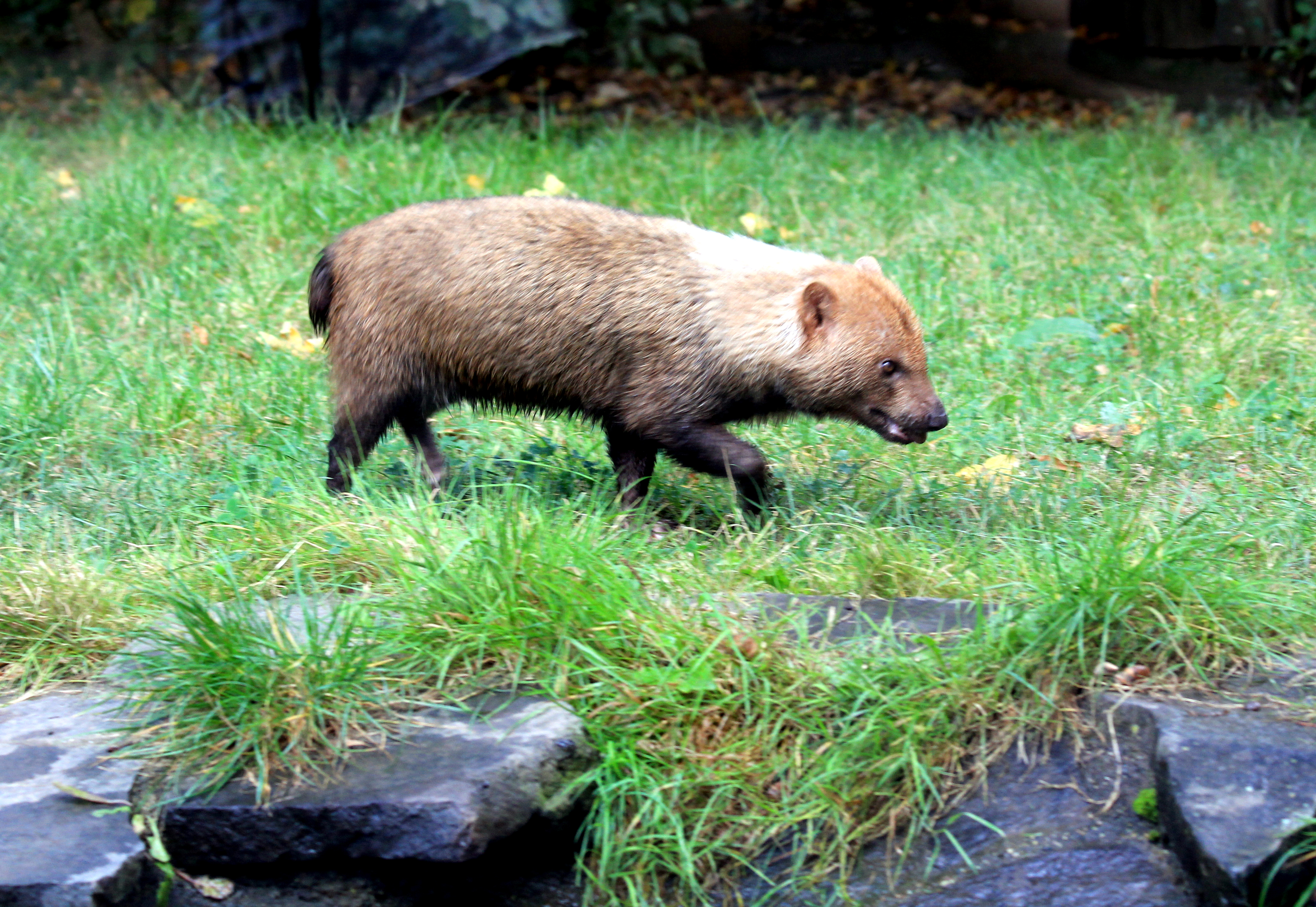
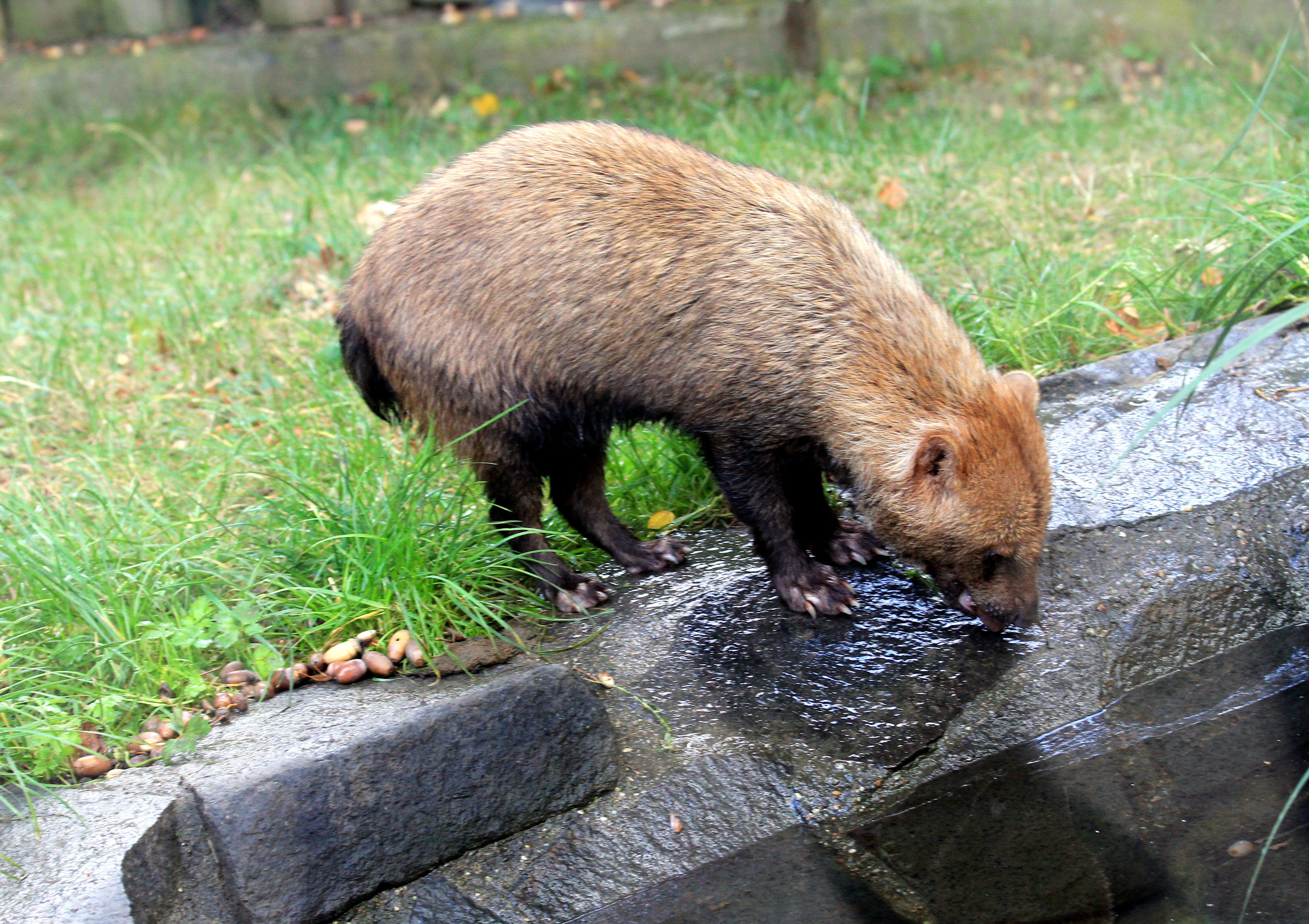
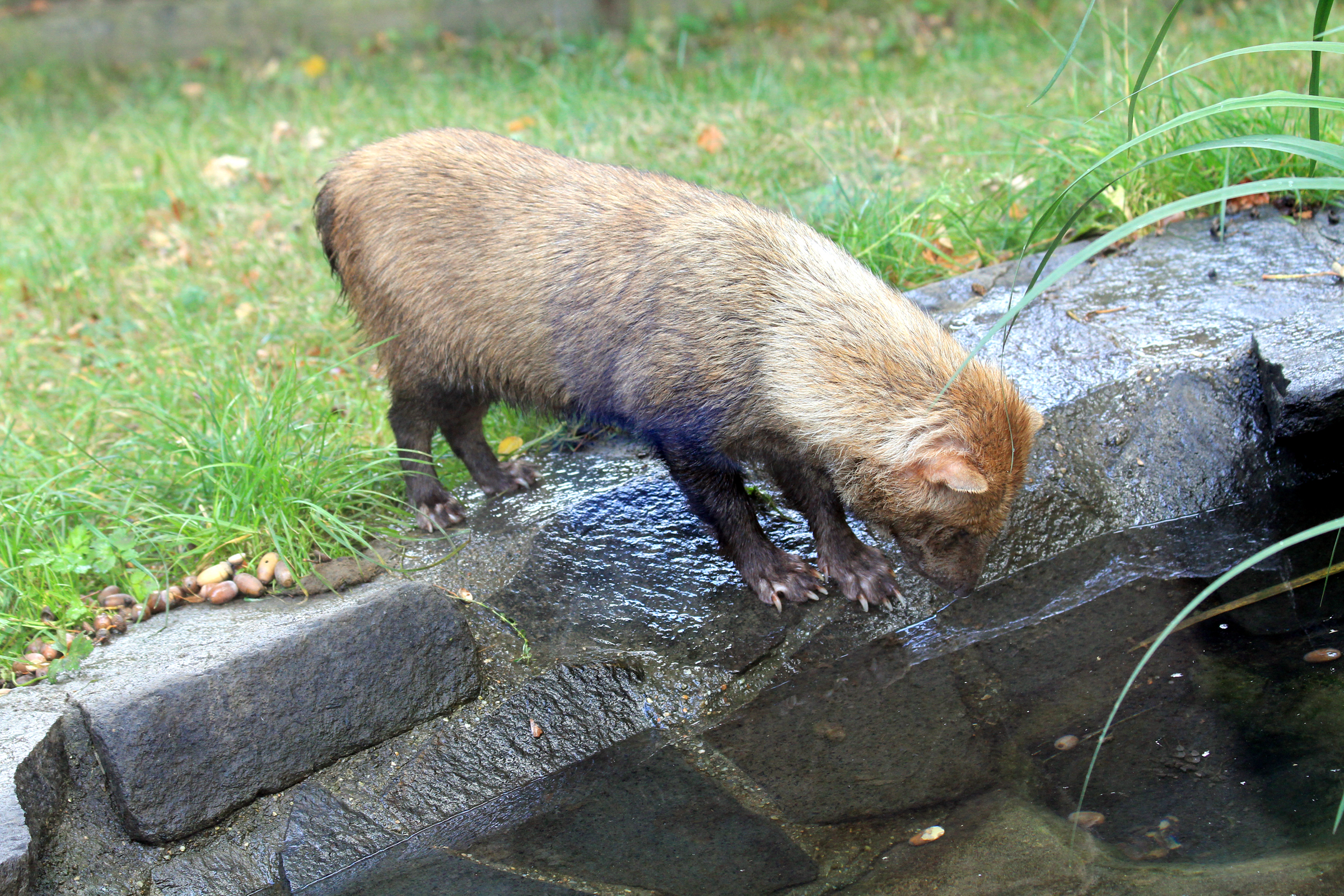
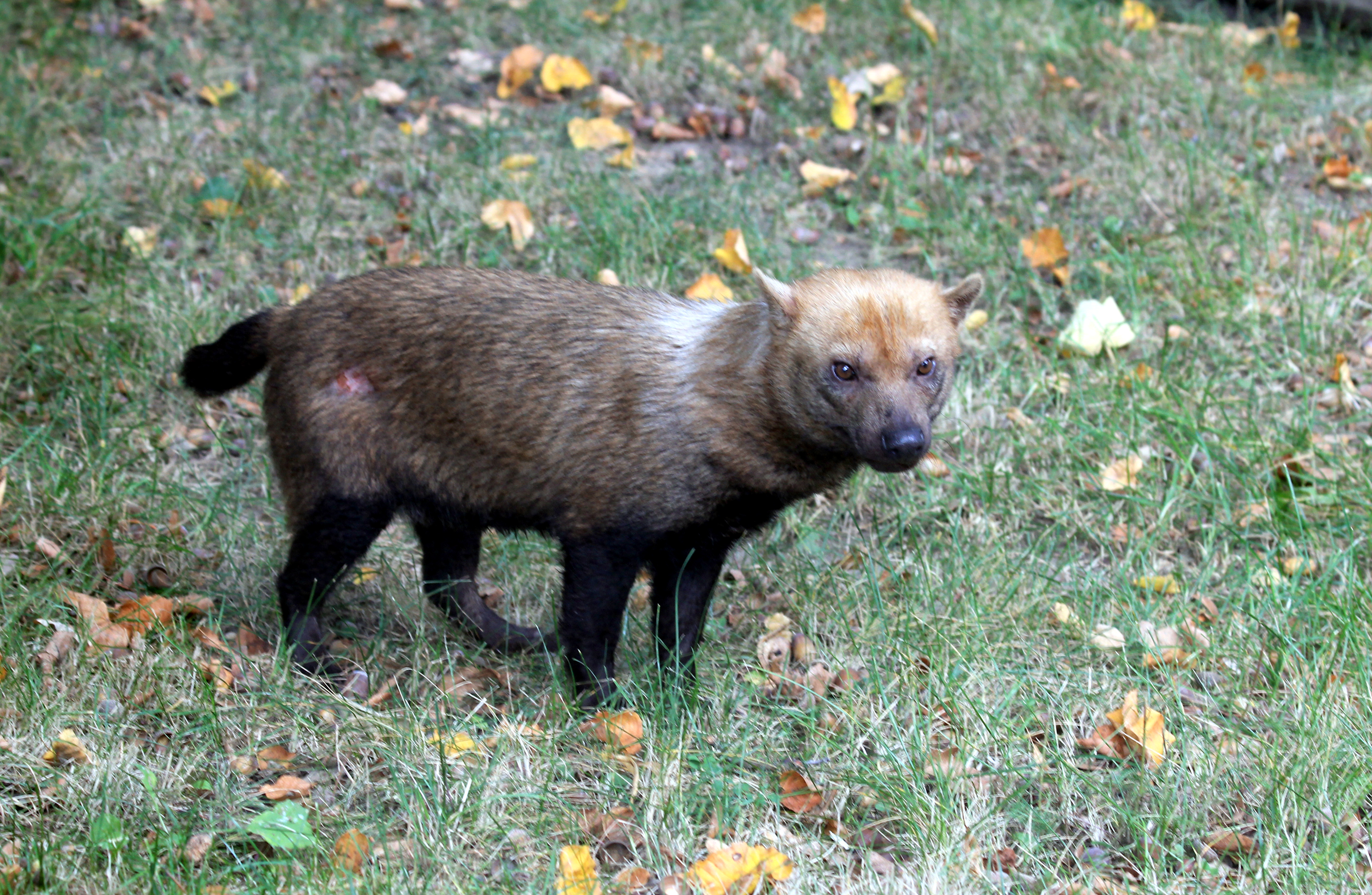